# Музыкальная игра в кости

Игральные кости

«Музыкальная игра в кости» (нем. Musikalisches Würfelspiel или Würfelmusik) — системы сочинения музыкальных композиций с помощью игральных костей и других способов, использующих элемент случайности. Применялись в качестве развлечения, педагогического упражнения. Было разработано несколько различных комбинаторно-игровых способов для создания музыки с применением принципа случайности. Исследователи отмечают историческую преемственность между Musikalisches Würfelspiel и алеаторикой, возникшей в XX веке и являющейся одним из направлений авангардной музыки.

## История

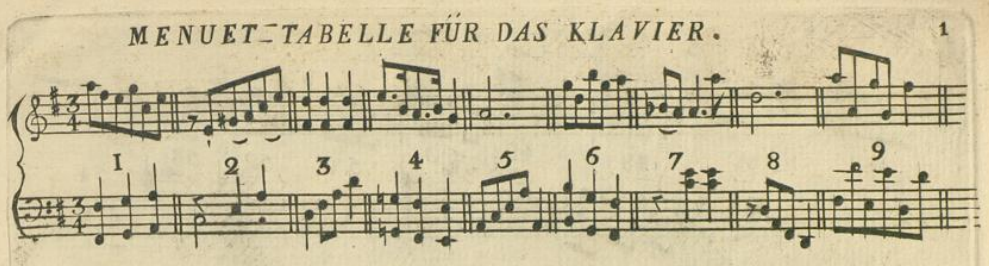
Максимилиан Штадлер. Первые такты музыкальной пьесы из «Таблицы для сочинения менуэтов и трио до бесконечности посредством игры в кости», 1790

Сохранились сведения о том, что при помощи игральных костей музыка создавалась ещё в Древнем мире. Так, по сообщению китайского историка музыки Су Ма Шьена, уже в Древнем Китае подобным образом создавались музыкальные композиции; при этом такой способ сочинения практиковался на экзаменах и подобные задачи ставились перед учащимися. В западноевропейской музыке самым ранним образцом такого способа композиции считается 17-я глава трактата «Микролог» (Micrologus, между 1025 и 1030) монаха-бенедиктинца Гвидо д’Ареццо (ок. 990 — ок. 1050). В ней описывается способ создания «силлабической мелодии на основе текста, заключающийся в произвольной перестановке тонов, закреплённых за латинскими гласными». В рамках «музыкальных игр» появился ряд систем, основанных на различных принципах построения музыкальных пьес: Атанасиуса Кирхера («композиционная машина»; 1660), Уильяма Хейса (разбрызгивание чернил над нотным станом; 1751). В 1719 году пражский монах Маурициус Фогт предложил в своём сочинении Conclave thesauri magnae artis musicae способ создания музыки посредством подбрасывания сапожных гвоздей.
В XVIII веке наибольшее распространение получили «музыкальные игры» с использованием игральных костей (Würfelspiel). Ранним примером такой системы является метод, изложенный в издании «Всегда готовый сочинитель менуэтов и полонезов» (Der allezeit fertige Menuetten und Polonoisenkomponist, 1757) Й. Ф. Кирнбергера, немецкого теоретика музыки, композитора и педагога. В нём были представлены ряды альтернативных тактов и таблицы для их выбора, используемые по результатам выпавших значений костей. Это руководство получило известность в музыкальных кругах и, по мнению музыковедов, стало образцом для ряда других техник, включая и те, которые приписывались крупным музыкантам. Подобного рода эксперименты сосуществовали и развивались в европейской музыке совместно с различными формами импровизационности. Советский музыковед Михаил Сапонов писал, что музыкальная «игра в кости» в западноевропейской культуре имела место «почти всегда». Она применялась в качестве развлечения, а также второстепенного педагогического упражнения. По его словам, «игры» представляли собой «интеллектуальное развлечение» музыкальных кругов Европы, к которому были причастны и такие крупные композиторы, как Йозеф Гайдн и Вольфганг Амадей Моцарт. По поводу применения и создания подобных игр указанными композиторами споры велись неоднократно. Гайдну приписывалась «Филармоническая забава, или Простой способ для сочинения бесконечного числа менуэтов и трио без знания правил контрапункта» для двух скрипок или флейт и баса (Gioco Filarmonico о sia maniera facile per comporre un infinito numero di minuetti e trio anche senza il contrapunto, 1781; изд. 1790). К «авторству» Гайдна относили и другие подобные руководства, например, «Новая музыкальная игра в кости, или искусство сочинять менуэты и трио до бесконечности при помощи двух кубиков» (1793). Несколько подобных систем приписывали и Моцарту. Среди них наибольшей известностью пользовались «Руководство, с помощью которого многие, даже не обладающие знаниями о музыкальной композиции, смогут сочинить контрданс посредством всего лишь двух кубиков» (Anleitung zum Componiren von Contre-Tänzen so viele man will vermittelst zweier Würfel ohne etwas von der Musik oder Composition zu verstehen; 1793) и «Руководство, с помощью которого многие, даже не обладающие знаниями о музыкальной композиции, смогут сочинить вальс посредством всего лишь двух кубиков» (Anleitung zum Componiren von Walzern…, 1796). Лариса Гервер подчёркивала такую особенность в гайдновском и моцартовском руководствах: «для каждого из восьми тактов исходного построения (это одно из колен танца, сочиняемого посредством „броска костей“) предусмотрено по 11 вариантов замены, что означает наличие 11 возможных версий восьмитакта». Несмотря на кажущееся доминирование элемента случайности в подобных развлечениях, эти техники сильно зависели от профессионального уровня и предпочтений применявшего их музыканта и в итоге принадлежали «перу мастера, умело создававшего иллюзию самопроизвольного возникновения произведения». По словам российского музыковеда Марины Переверзевой: «В этих и иных музыкальных играх и шутках широко применялся принцип пермутаций и комбинаций элементов, лежащий в основе искусства комбинаторики».
Для оправдания художественной закономерности алеаторики её сторонники охотно вспоминают об искусстве импровизации трубадуров и мастеров индусских «раг», о невменной и крюковой нотации, о приёмах ad libitum, rubato, ossia, о каденциях в музыке европейской. Нередко можно встретить и ссылку на известную музыкальную шутку Моцарта, составившего забавную инструкцию к придуманной им игре «Как сочинять в любом количестве контрдансы при помощи игральных костей, даже не имея представления о музыке и композиции».
Исследователи отмечают историческую преемственность между «музыкальными играми» и алеаторикой (ср. лат. Alea — игральная кость; жребий, случайность), возникшей в XX веке. Эта авангардная техника заключается в неполной фиксации музыкального текста в нотах, и, как следствие, — в свободе реализации или даже совместного создания в процессе исполнения. Это направление современной академической музыки провозглашает случайность, неопределённость первоисточником творчества и исполнительства. Она достигается различными средствами: жребием, шахматными ходами, цифровыми комбинациями, тасованием нотных листов, бросанием игральных костей, разбрызгиванием чернил на нотном листе и т. д.